# Alfred Clemens Baumgärtner
Alfred Clemens Baumgärtner (* 16. Juli 1928 in Wiesbaden; † 2009) war ein deutscher Literaturwissenschaftler und Jugendbuchautor.

## Leben
Baumgärtner studierte Anglistik und Germanistik an der Universität Mainz, wo er auch promovierte. Anschließend war er als Realschullehrer in Hessen tätig. Dann wurde er Dozent an der PH Esslingen. Im Alter von 37 Jahren erhielt er eine außerordentliche Professur an der Universität Gießen. Ende der 60er-Jahre wechselte er auf eine Professur an die Universität Frankfurt, dann an die Universität Würzburg. Von 1972 bis 1995 hatte er den Lehrstuhl für Didaktik der deutschen Sprache und Literatur am Institut für deutsche Philologie. Hier erwarb er seinen wissenschaftlichen Ruf als Lese- und Leserforscher sowie als Fachmann für Kinder- und Jugendliteratur.
In den Jahren 1968 bis 1975 gab Baumgärtner gemeinsam mit Horst Künnemann das mehrbändige Lesebuch mit Kommentarbänden für die Schuljahre 2 bis 10 Auswahl im Kamp Verlag Bochum heraus. Es gilt als eines der ersten Lesebücher, das in größerem Umfang Kinder- und Jugendliteratur als Schullektüre einschloss.
Von 1976 bis 1986 war er Präsident der Volkacher Akademie für Kinder- und Jugendliteratur. Neben vielen anderen Ehrungen erhielt er 1987 das Bundesverdienstkreuz am Bande.
Außerdem veröffentlichte er Erzählungen und Romane für junge Leser, z. B. „Wenn die Wölfe kommen...“, „Jenseits der Berge“, „Im Dickicht“, „Die Freiheit des Condors“.

## Schriften (Auswahl)
- Kinder- und Jugendliteratur – Ein Lexikon, Loseblattsammlung, begründet von A. C. Baumgärtner und Heinrich Pleticha, Meitingen 1995 bis 2015
- Sprache lebt. Lesebuch für die bayerische Grundschule, München : Oldenbourg, 1989 (Schulbuch)
- Deutsch-französische Beziehungen in Jugendliteratur und Volksdichtung, Würzburg : Königshausen und Neumann, 1992 (mit Theodor Brüggemann u. a.)
- Didaktik des Kindergartens, hrsg. von Elsegret Pflug. Mit Beitr. von Alfred C. Baumgärtner. Freiburg im Breisgau u. a.: Herder, 1988
- Mythen, Märchen und moderne Zeit: Beiträge zur Kinder- und Jugendliteratur, Würzburg : Königshausen und Neumann 1987, ISBN 978-3-88479-271-1.
- (Hrsg.) Volksüberlieferung und Jugendliteratur, Würzburg: Königshausen und Neumann, 1983, ISBN 978-3-88479-106-6
- Ballade und Erzählgedicht im Unterricht: zum Umgang mit Texten in d. Schule, München : List, 1979
- (Hrsg.) Jugendliteratur im Unterricht. 14 Unterrichtsvorbereitungen, Weinheim und Basel 1972.
- (Hrsg. mit Horst Künnemann) Auswahl. Lesebuch. Bochum 1968–1975 [9 Bände (Schuljahre 2 bis 10) plus Kommentarbände]

### Jugendbücher
- Wenn die Wölfe kommen...: Mit Materialien (Lesehefte für den Literaturunterricht), Klett, Stuttgart 2003, ISBN 978-3-12-262090-5
- Milans Entscheidung, Würzburg : Arena, 1989, ISBN 978-3-401-03996-1